# 鲁道夫·波奇
鲁道夫·波奇（捷克語：Rudolf Potsch，1937年5月15日—），捷克男子冰球运动员。他曾代表捷克斯洛伐克参加1960年和1964年冬季奥林匹克运动会冰球比赛，其中1964年冬季奥运会获得一枚铜牌。